# Partido Socialista Progresista
El Partido Socialista Progresista (PSP), en árabe:الحزب التقدمي الاشتراكي al-hizb al-taqadummi al-ishtiraki, es un partido político de Líbano. Su actual presidente es Walid Jumblatt. A pesar de declararse laico, el PSP representa en gran parte a la comunidad drusa. Está afiliado a la Internacional Socialista.

## Historia
El partido fue fundado el 5 de enero de 1949 por Kamal Jumblatt, y otras personas.
El PSP sostuvo en Beirut el primer congreso de los Partidos Socialistas Árabes en Líbano, Siria, Egipto, e Irak, en 1951. Desde 1951 a 1972, el partido tuvo entre 3 y 6 representantes en el parlamento.
Durante la guerra civil libanesa, el PSP, bajo el liderazgo de Kamal Jumblatt, conformó su ala armada, el Ejército de Liberación Popular, y una coalición izquierdista, el Movimiento Nacional Libanés, que abogaba por una identidad libanesa árabe, y simpatizaba con la causa palestina.